# Estadio Gran Parque Central
Estadio Gran Parque Central är en fotbollsarena i Montevideo, Uruguay. Arenan ägs av och är hemmaplan för fotbollsklubben Nacional. Arenan var en av tre arenor som användes vid VM 1930. Den första VM-matchen spelades på arenan den 13 juli 1930.

## Historia
Estadio Gran Parque Central byggdes år 1900 och blev då den största och viktigaste fotbollsarenan i Uruguay, vilket den förblev fram tills Estadio Centenario byggdes 1930. Den första klubben som använde arenan var Deutscher Fussball Klub, men redan 1901 flyttade även Nacional in på arenan och från och med att Deutscher FK upphörde som klubb 1909 har Nacional haft arenan själva. 1911 förstördes större delen av arenan i en brand och fick därefter byggas upp på nytt.
När Uruguay arrangerade det första världsmästerskapet i fotboll 1930 var Estadio Gran Parque Central en av endast tre arenor som användes, de övriga två var Estadio Centenario och Estadio Pocitos. Totalt spelades det hela sex VM-matcher på Estadio Gran Parque Central. Den första var en av de två första VM-matcherna någonsin (de spelades samtidigt, den andra spelades på Estadio Pocitos) och stod mellan USA och Belgien den 13 juli 1930. Den matchen slutade med en amerikansk seger med 3-0. Det var även på Estadio Gran Parque Central som det första hattricket i VM gjordes av amerikanen Bert Patenaude i USA:s match mot Paraguay den 17 juli 1930.
Under årens lopp har det genomförts ytterligare tre renoveringar utöver den nybyggnation som framtvingades av branden 1911. Den första renoveringen genomfördes 1944 och den andra 1974, den gången berodde det återigen på en brand som hade förstört vissa delar av arenan. Den senaste större renoveringen genomfördes 2005.
Läktarnas fyra sidor bär namn på kända personligheter i klubben. Den norra läktaren har fått sitt namn efter José María Delgado, en före detta president i klubben. Den östra läktaren är döpt efter Héctor Scarone, och den södra fick sitt namn efter Atilio García, två tidigare spelare i klubben. Tribuna Abdón Porte fick sitt namn efter Abdón Porte, en fotbollsspelare som tog livet av sig i mittcirkeln den 5 mars 1918, efter att fått besked om att han skulle ersättas av en annan spelare. I sitt självmordsbrev skrev Porte att han ej kunde leva om han inte fick spela för sitt älskade Nacional.

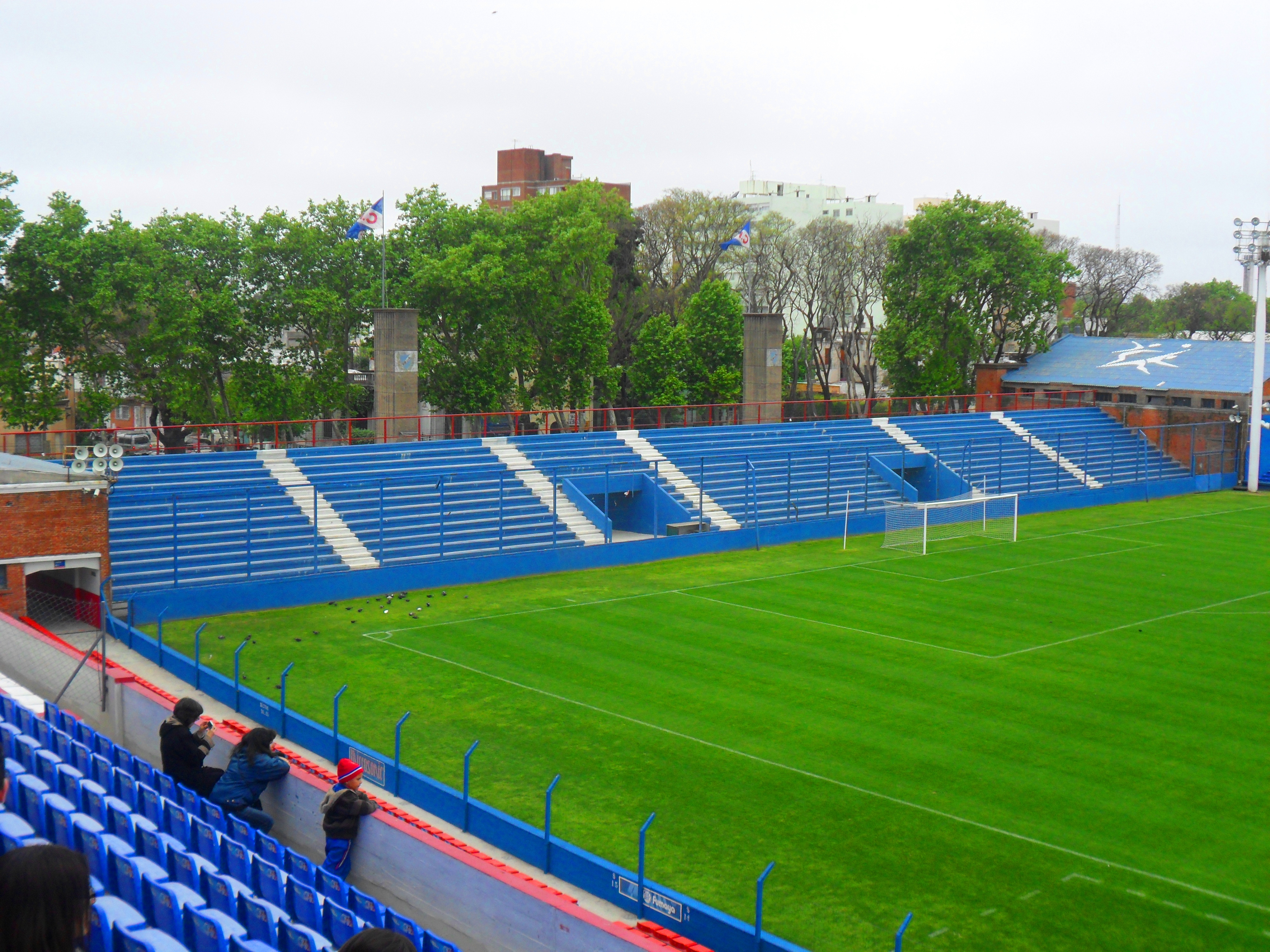
Tribuna Héctor Scarone
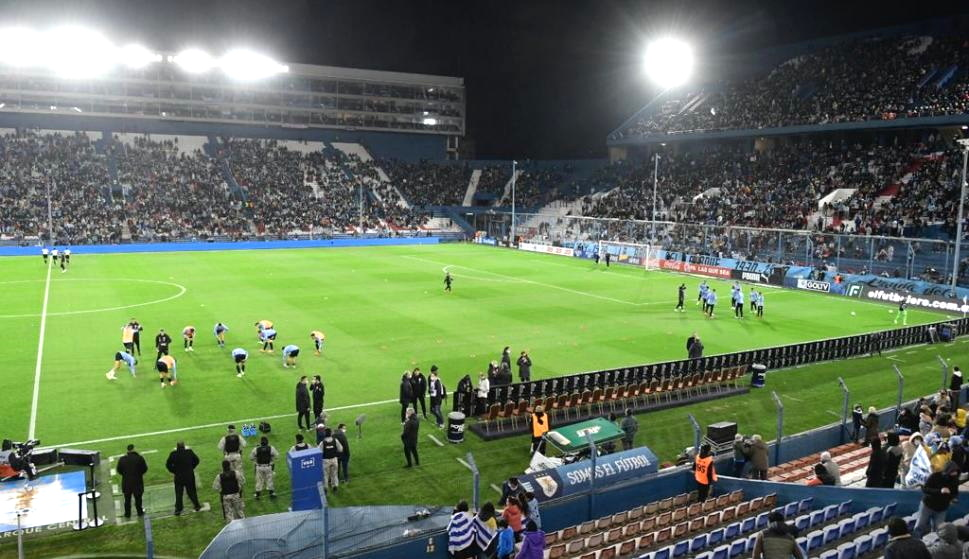
Tribuna Atilio García
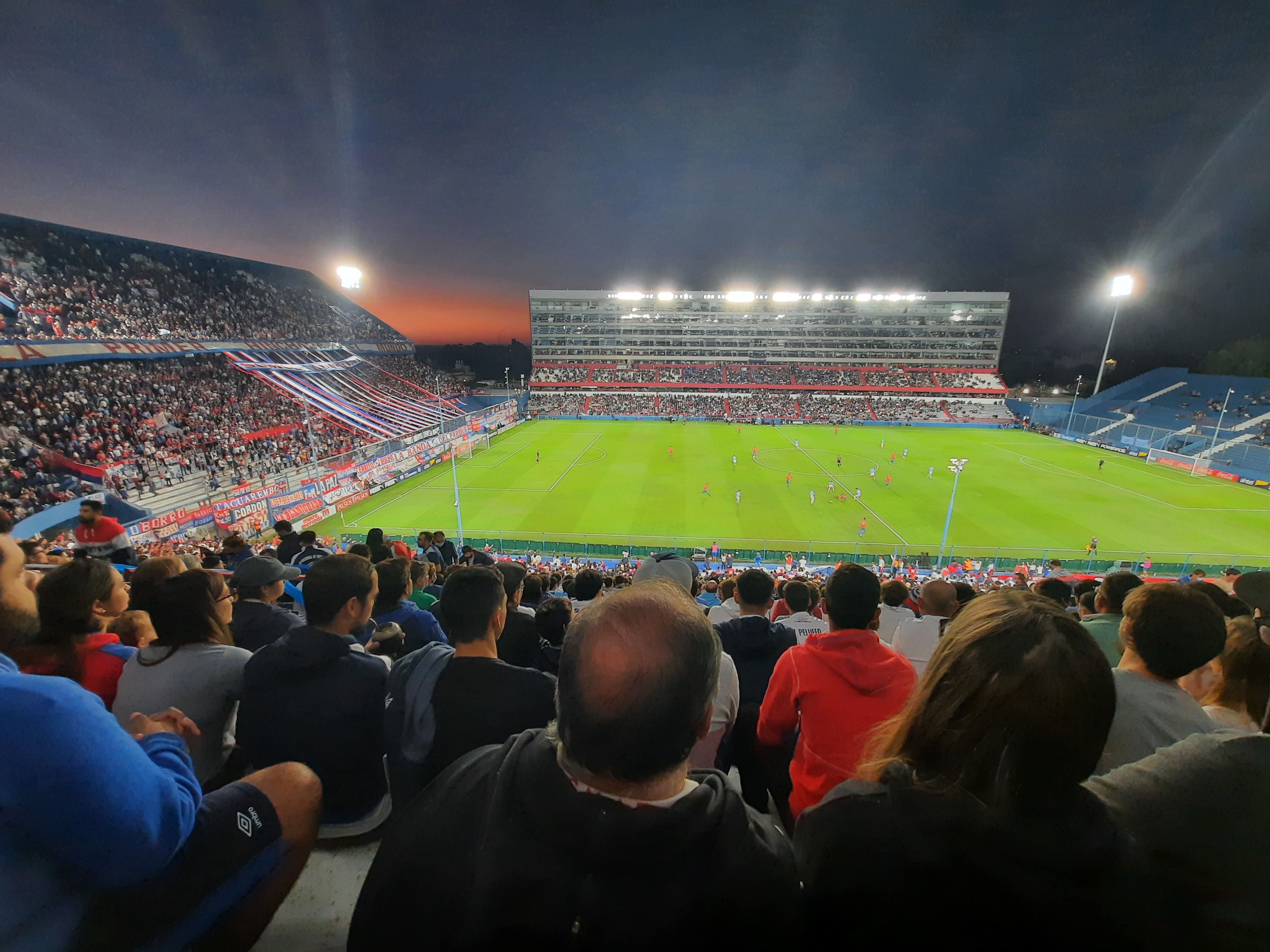
Tribuna José María Delgado
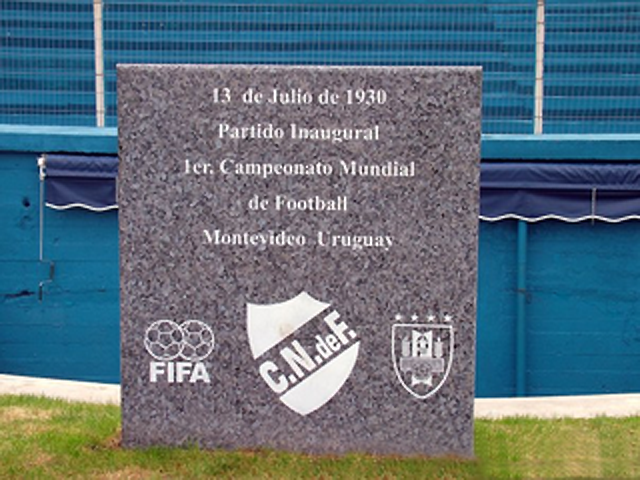
Minnessten för den första VM-matchen.
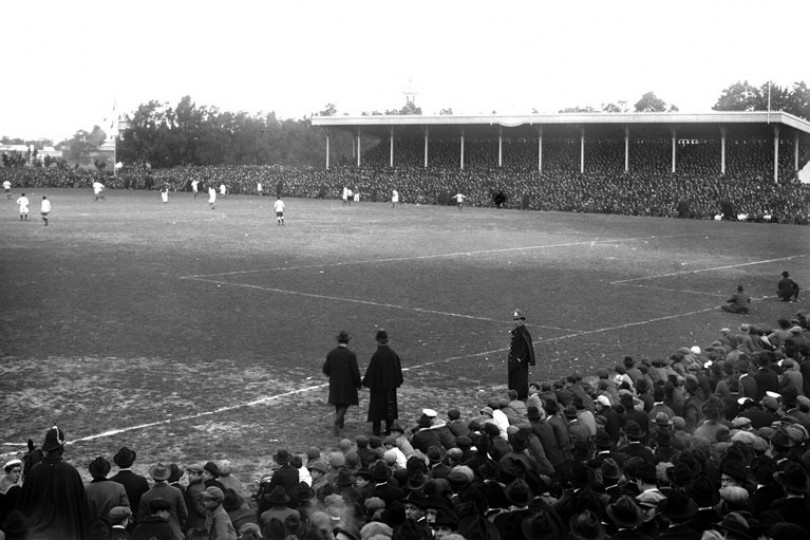
Parque Central vid invigningssåret 1900